# 大石司朗
大石 司朗（おおいし しろう、1935年（昭和10年）10月8日 - 2020年（令和2年）11月25日）は、日本の実業家。元静岡ガス代表取締役会長。静岡市出身。

## 人物・来歴
1958年（昭和33年）3月、早稲田大学政治経済学部卒業、1958年（昭和33年）3月、静岡ガス入社、1979年（昭和54年）1月、広報室長、1980年（昭和55年）3月、取締役、1994年（平成6年）3月、常務取締役、1997年（平成9年）3月、専務取締役、2000年（平成12年）3月、代表取締役専務取締役、2001年（平成13年）3月、同代表取締役社長、2006年（平成18年）3月、同代表取締役会長。2010年（平成22年）3月、同相談役。

## エピソード
「戦後にも静岡市には災害がなかったわけではない。静岡駅前の地下街でガス爆発、なんていうとんでもない大事故があり、幾人かの人がなくなった。地下街だからガスは充満してしまうのでたいへんだった。このとき対応に出たガス会社の人物が高校のときのぼくの親友の大石司朗だった。ぼくは東京にいたからテレビでチョットその姿を見ただけだけれど、かれは冷静沈着にことにあたり、だれにもなっとくのいく対応をしたといわれている。その対応のよさが評価されたという。かれは高校生のときからなかなかの人物だったから、そのとおりだっただろう。かれは企業人として、その後もずっと信頼される仕事をして静岡ガスの社長、会長にもなった。」ー『私の方丈記』三木卓